# Международная ассоциация преподавателей русского языка и литературы
Междунаро́дная ассоциа́ция преподава́телей ру́сского языка́ и литерату́ры (МАПРЯ́Л) — международное общественное объединение преподавателей и других специалистов по русскому языку и литературе, национальных союзов русистов, институтов славистики, кафедр и отделений русского языка и литературы.
МАПРЯЛ издаёт журналы «Русский язык за рубежом» и «Вестник МАПРЯЛ» и ежегодно присуждает медаль А. С. Пушкина «За большие заслуги в распространении русского языка», проводит олимпиады школьников по русскому языку, а также региональные и тематические конференции.

## Задачи организации
На Учредительной конференции МАПРЯЛ были сформулированы цели ассоциации:
- содействие распространению преподавания и изучения русского языка и литературы в мире;
- стимулирование развития научных методов обучения и координация исследований в этой сфере;
- помощь в установлении постоянных связей между преподавателями и другими специалистами в области русского языка и литературы;
- осуществление обмена информацией, проведение международных конференций, семинаров, симпозиумов по теоретическим и практическим вопросам преподавания русского языка, литературы и страноведения.

## История организации
На Учредительной конференции МАПРЯЛ, состоявшейся 7−9 сентября 1967 года в Париже, президентом ассоциации был избран В. В. Виноградов. Помимо Учредительной конференции, состоялось 11 конгрессов МАПРЯЛ.
Весной 2001 года президиум МАПРЯЛ на заседании в Манчестере принял решение о вступлении в Международную федерацию преподавателей живых языков (FIPLV), полномочным представителем МАПРЯЛ в которой была назначена президент Нидерландского общества живых языков, научный сотрудник Института фонетических исследований Амстердамского университета Сесилия Оде.
В 2008−09 годах МАПРЯЛ при поддержке Фонда «Русский мир», фонда Олега Дерипаски «Вольное дело» и Федеральной целевой программы «Русский язык» провела Европейский фестиваль русского языка.

## Международные конгрессы МАПРЯЛ
| Международные конгрессы МАПРЯЛ | Международные конгрессы МАПРЯЛ                                                                       | Международные конгрессы МАПРЯЛ | Международные конгрессы МАПРЯЛ | Международные конгрессы МАПРЯЛ |
| Номер                          | Наименование                                                                                         | Дата                           | Место                          | Примечания |
| ------------------------------ | --- | ------------------------------ | ------------------------------ | --- |
| I                              | «Актуальные вопросы преподавания русского языка и литературы»                                        | Август 1969                    | Москва (СССР)                  | В работе приняли участие 522 русиста из 35 стран мира. На Генеральной Ассамблее МАПРЯЛ, проходившей после конгресса, президентом ассоциации был избран М. Б. Храпченко                                                             |
| II                             | «Теория и практика создания учебников и учебных пособий по русскому языку как иностранному»          | 3—8 сентября 1973              | Варна (НРБ)                    | Участвовало около 1500 делегатов из 51 страны мира |
| III                            | «Научные основы и практика преподавания русского языка и литературы»                                 | 23—28 сентября 1976            | Варшава (ПНР)                  | Участвовало 1920 делегатов из 49 стран мира |
| IV                             | «Теория и практика преподавания русского языка и литературы. Роль преподавателя в процессе обучения» | 13—18 августа 1979             | Берлин (ГДР)                   | Участвовало 1860 делегатов из 65 стран мира |
| V                              | «Современное состояние и основные проблемы изучения и преподавания русского языка и литературы»      | 16—21 августа 1982             | Прага (ЧССР)                   | Участвовало 2400 делегатов из 72 стран мира |
| VI                             | «Научные традиции и новые направления в преподавании русского языка и литературы»                    | 11—16 августа 1986             | Будапешт (ВНР)                 | В конгрессе приняли участие более 1800 делегатов из 66 стран мира. На Генеральной Ассамблее МАПРЯЛ, проходившей в дни работы конгресса, президентом ассоциации был избран П. А. Николаев                                           |
| VII                            | «Русский язык и литература в общении народов мира. Проблемы функционирования и преподавания»         | 10—17 августа 1990             | Москва (СССР)                  | Участвовало около 3000 делегатов и гостей из 80 стран мира. Президентом МАПРЯЛ был избран В. Г. Костомаров |
| VIII                           | «Русский язык и литература в современном диалоге культур»                                            | 22—26 августа 1994             | Регенсбург (Германия)          | Участвовало более 1000 делегатов из 40 стран мира |
| IX                             | «Русский язык, литература и культура на рубеже веков»                                                | 16—21 августа 1999             | Братислава (Словакия)          | |
| X                              | «Русское слово в мировой культуре»                                                                   | 30 июня—5 июля 2003            | Санкт-Петербург (Россия)       | Участвовало 1200 делегатов из 54 стран мира. На Генеральной Ассамблее, проходившей в дни работы конгресса, президентом ассоциации была избрана Л. А. Вербицкая                                                                     |
| XI                             | «Мир русского слова и русское слово в мире»                                                          | 17—23 сентября 2007            | Варна (Болгария)               | Участвовало более 1000 делегатов |
| XII                            | «Русский язык и литература во времени и пространстве»                                                | 10—15 мая 2011                 | Шанхай (Китай)                 | Участвовало более 1200 делегатов из 48 стран мира |
| XIII                           | «Русский язык и литература в пространстве мировой культуры»                                          | 13—20 сентября 2015            | Гранада (Испания)              | Участвовало около 1200 делегатов из 60 стран мира |
| XIV                            | «Русское слово в многоязычном мире»                                                                  | 29 апреля—4 мая 2019           | Нур-Султан (Казахстан)         | 2 мая 2019 года на Генеральной Ассамблее МАПРЯЛ, проходившей в дни работы Конгресса, президентом МАПРЯЛ был избран советник Президента России по вопросам культуры, глава Совета по русскому языку при Президенте РФ В. И. Толстой |

## Медаль А.С. Пушкина
Медаль А.С. Пушкина "За большие заслуги в распространении русского языка" была учреждена в 1977 в честь 10-летия МАПРЯЛ. Первое награждение состоялось на IV конгрессе МАПРЯЛ в Берлине в 1979 г.

## Европейский фестиваль русского языка
Международная ассоциация преподавателей русского языка и литературы провела  в 2008–2009 годах Европейский фестиваль русского языка.  2 октября 2009 года в Театре оперы и балета Консерватории им. Н.А.Римского-Корсакова состоялась заключительная церемония Европейского фестиваля, где в торжественной обстановке были награждены победители конкурса. Список некоторых победителей:
Общий конкурс (иностранцы):
- 1 место – Зенонас Грицюс (Литва)
- 2 место – Шандермани, Алексиос (Германия)
- 3 место – Шварцер Йорг (Германия)